# Бабатай (Актюбинская область)
Бабатай (каз. Бабатай) — село в Темирском районе Актюбинской области Казахстана. Входит в состав Кайындинского сельского округа. Код КАТО — 155637200.

## История
Указом от 20 августа 1954 года Бесбулакский и Сеитовский аульные Советы Уильского района объединены в один Сеитовский аульный Совет с центром в населённом пункте Бабатай.

## Население
В 1989 году население села составляло 481 человек. Национальный состав: казахи. В 1999 году население села составляло 429 человек (223 мужчины и 206 женщин). По данным переписи 2009 года, в селе проживало 413 человек (213 мужчин и 200 женщин). По данным переписи 2021 года, в селе проживало 255 человек (138 мужчин и 117 женщин).
| Численность населения | Численность населения | Численность населения | Численность населения |
| 1989                  | 1999                  | 2009                  | 2021                  |
| --------------------- | --------------------- | --------------------- | --------------------- |
| 481                   | ↘429                  | ↘413                  | ↘255                  |